# Guus Lycklama à Nijeholt
Augustinus Aizo Beent (Guus) Lycklama à Nijeholt (Den Haag, 12 februari 1951) is een Nederlands hoogleraar emeritus urologie.

## Biografie
In 1982 kwam Lycklama à Nijeholt, telg uit de familie Lycklama à Nijeholt, in dienst van het AZL, nu LUMC. Op 9 april 1986 promoveerde hij te Leiden op Coagulumpyelolithotomie: een onderzoek naar de condities voor de vorming van een optimaal stolsel. In 1999 werd hij benoemd tot hoogleraar urologie, in het bijzonder de functiestoornissen van de lagere urinewegen. Hij sprak zijn oratie uit op 23 juni 2000 onder de titel Recht op kwaliteit. Vanuit zijn functies als hoogleraar en opleider urologie.was hij ook jarenlang betrokken bij de Nederlandse Vereniging voor Urologie. Zijn specialismen waren bekkenbodempathologie en functionele urologie van de lagere urinewegen.
Op 2 september 2016 nam prof. dr. A.A.B. Lycklama à Nijeholt afscheid als hoogleraar van het LUMC met de afscheidsrede Vertrouwen is goed,...... Bij deze gelegenheid werd hij benoemd tot Officier in de Orde van Oranje-Nassau. Hij werd geroemd om zijn integere, zorgvuldige en kritisch-ondersteunende houding en werd een zeer bekwame en geliefde arts genoemd.